# Brycinus rhodopleura
Brycinus rhodopleura é uma espécie de peixe da família Alestidae.
É endémica da Tanzânia.
Os seus habitats naturais são: rios e lagos de água doce.